# Charles Grodin
Charles Grodin (Pittsburgh, 21 de abril de 1935 – Wilton, 18 de maio de 2021) foi um ator, escritor, apresentador e comediante americano. Conhecido por seu estilo de comédia "deadpan", teve a carreira marcada pelos papéis "escada" e coadjuvantes em produções de Hollywood, até protagonizar o filme The Heartbreak Kid (1972), pelo qual recebeu uma indicação ao Globo de Ouro de melhor ator em comédia ou musical.

## Biografia
Nascido em Pittsburgh, no estado da Pensilvânia, Grodin era filho de pais judeus ortodoxos, Lena e Theodore Grodin. Seu avô materno foi um imigrante judeu da Rússia, descendente de uma longa linhagem de rabinos. Tem um irmão mais velho, Jack.
Frequentou a Universidade de Miami, porém não chegou a se formar. Seu primeiro papel como ator foi numa produção da Broadway de 1962, Tchin-Tchin. Sua estreia no cinema se deu num papel pequeno, não-creditado, no filme de 1954 da Disney, 20 000 Leagues Under the Sea (20 000 Léguas Submarinas). Em 1965 começou a trabalhar como assistente do diretor Gene Saks.

## Carreira
Grodin, um aluno de Lee Strasberg e Uta Hagen, começou a aparecer em diversas séries de televisão durante a década de 1960, e interpretou um obstetra no filme de terror Rosemary's Baby (br: O Bebê de Rosemary), de 1968. Durante o fim da década também co-escreveu e dirigiu Hooray! It's a Glorious Day...and All That, e dirigiu Lovers and Other Strangers e Thieves, todas peças da Broadway.
Depois de interpretar um papel coadjuvante/secundário na comédia Catch-22, de 1970, Grodin foi escalado no papel principal em The Heartbreak Kid, lançado em 1972, e ganhou reconhecimento como um ator de comédia. Recebeu uma indicação ao Globo de Ouro de melhor ator em comédia ou musical pelo seu desempenho no filme. Foi baseado num conto de Bruce Jay Friedman; ironicamente, pouco tempo antes, Grodin havia sido substituído por Anthony Perkins numa produção off-Broadway da peça Steambath, também de Friedman. Grodin apareceu posteriormente em diversos filmes célebres da década de 1970, incluindo 11 Harrowhouse (1974), e a versão de 1976 de King Kong, além do sucesso de 1978, a comédia Heaven Can Wait. Durante este período frequentemente apareceu em peças na Broadway, e também se envolveu com a produção de diversas peças, incluindo Thieves, que também dirigiu.
Em 1977 apresentou um episódio do Saturday Night Live, programa de sketches cômicos da NBC. Juntamente com outros roteiristas do programa decidiu interpretar o programa como se tivesse faltado aos ensaios, improvisando de maneira desastrada todos os quadros. Do mesmo modo que a controversa aparição de Andy Kaufman em outro programa semelhante, Fridays, quatro anos mais tarde, sua performance acabou sendo levada de maneira muito literal pelo público, e nunca mais convidado para apresentar o programa novamente. Em 1978, foi agraciado com um Emmy pelo roteiro de The Paul Simon Special. Em 1981 conseguiu um papel num filme dos Muppets, The Great Muppet Caper, no qual interpretou Nicky Holiday, um ladrão de joias que se apaixona por Miss Piggy. Seus trabalhos na década de 1980 incluíram Seems Like Old Times, de Neil Simon, onde atuou ao lado de Chevy Chase e Goldie Hawn, e o sucesso de críticas de 1988, Midnight Run, onde contracenou com Robert De Niro. Grodin também apareceu na minissérie da CBS Fresno, de 1986, onde interpretou o filho malvado de uma matriarca interpretada por Carol Burnett.
Sua carreira tomou um rumo diferente em 1992, quando interpretou o nervoso pai de família George Newton na comédia infantil Beethoven, ao lado de Bonnie Hunt. O filme foi um surpreendente sucesso de bilheteria, e ele repetiu o papel em sua sequência, no ano seguinte. Seu trabalho seguinte no cinema foi em 1994, no filme It Runs in the Family (My Summer Story), continuação de A Christmas Story. Após treze anos longe do cinema, retornou às telas em 2007, na comédia The Ex, de Zach Braff.
Grodin foi comentarista político para o programa 60 Minutes II a partir de 2000, e apresentou seu próprio talk show, The Charles Grodin Show, na CNBC, de 1995 a 1998. Em 2004, escreveu The Right Kind of People, uma peça off-Broadway. Continuou como comentarista na estação de rádio WCBS, de Nova York, e outras afiliadas da CBS Radio Network, bem como no programa Weekend Roundup, da CBS Radio Network. Também é autor de diversos best-sellers, como It Would Be So Nice If You Weren't Here, Spilled Milk and Other Clichés e How I Get Through Life.  Seu livro If I Only Knew Then...Learning from Our Mistakes, lançado em novembro de 2007 pela Springboard Press, é uma reunião de ensaios sobre seus amigos famosos (além de amigos dos amigos), e toda a sua renda foi doada à fundação de caridade Help USA. Seu último livro, How I Got To Be Whoever It Is I Am, foi lançado em abril de 2009.

## Vida pessoal
Grodin tem uma filha, Marion (também comediante), fruto de seu primeiro casamento, com Julie Ferguson. Casou-se posteriormente com Elissa Durwood, em 1985, com quem teve um filho, Nicky, nascido em 1988.
Trabalhou com um garoto autista chamado Alex Fischetti, de quem foi um mentor e a quem ajudou a escrever um livro.
Grodin geralmente adotava uma atitude falsa de antagonismo durante suas aparições regulares no programa de televisão Late Show, apresentado por David Letterman. Quase sempre com o aspecto irritadiço, lança ataques verbais espirituosos ao apresentador. Também costumava adotar essa postura durante suas aparições no The Tonight Show, programa do antecessor de Letterman, Johnny Carson.
Em 2006 recebeu o Prêmio William Kunstler de justiça racial.
Morte
Grodin morreu em 18 de maio de 2021 em Wilton, aos 86 anos de idade, vítima de um câncer na medula óssea.

## Filmografia
| Ano  | Filme                          | Papel                    | Obs.                                                                                    |
| ---- | ------------------------------ | ------------------------ | --------------------------------------------------------------------------------------- |
| 1964 | Sex and the College Girl       |                          |                                                                                         |
| 1968 | Rosemary's Baby                | Dr. C.C. Hill            |                                                                                         |
| 1970 | Catch-22                       | Cap. Aarfy Aardvark      |                                                                                         |
| 1972 | The Heartbreak Kid             | Lenny Cantrow            | Indicado — Globo de Ouro de melhor ator em comédia ou musical                           |
| 1974 | 11 Harrowhouse                 | Howard R. Chesser        |                                                                                         |
| 1976 | King Kong                      | Fred Wilson              |                                                                                         |
| 1977 | Thieves                        | Martin Cramer            |                                                                                         |
| 1978 | Heaven Can Wait                | Tony Abbott              |                                                                                         |
| 1979 | Sunburn                        | Jake                     |                                                                                         |
| 1979 | Real Life                      | Warren Yeager            |                                                                                         |
| 1980 | Seems Like Old Times           | Dist. Atty. Ira J. Parks |                                                                                         |
| 1980 | It's My Turn                   | Homer                    |                                                                                         |
| 1981 | The Great Muppet Caper         | Nicky Holiday            |                                                                                         |
| 1981 | The Incredible Shrinking Woman | Vance Kramer             |                                                                                         |
| 1984 | The Woman in Red               | Buddy                    |                                                                                         |
| 1984 | The Lonely Guy                 | Warren Evans             |                                                                                         |
| 1985 | Movers & Shakers               | Herb Derman              |                                                                                         |
| 1986 | Last Resort                    | George Lollar            |                                                                                         |
| 1987 | Ishtar                         | Jim Harrison             |                                                                                         |
| 1988 | Midnight Run                   | Jonathan Mardukas        | Festival Internacional de Cinema de Valladolid - melhor ator                            |
| 1988 | You Can't Hurry Love           | Sr. Glerman              |                                                                                         |
| 1988 | The Couch Trip                 | George Maitlin           |                                                                                         |
| 1989 | Cranium Command                | Left Brain               |                                                                                         |
| 1990 | Taking Care of Business        | Spencer Barnes           |                                                                                         |
| 1992 | Beethoven                      | George Newton            |                                                                                         |
| 1993 | Beethoven's 2nd                | George Newton            |                                                                                         |
| 1993 | Heart and Souls                | Harrison Winslow         | Indicado — Saturn Award de melhor ator (coadjuvante/secundário)                         |
| 1993 | So I Married an Axe Murderer   | Motorista                |                                                                                         |
| 1993 | Dave                           | Murray Blum              | American Comedy Award de ator (coadjuvante/secundário) mais engraçado em longa-metragem |
| 1994 | It Runs in the Family          | Sr. Parker (O Velho)     |                                                                                         |
| 1994 | Clifford                       | Martin Daniels           |                                                                                         |
| 2006 | The Ex                         | Bob Kowalski             |                                                                                         |
| 2014 | The Humbling                   | Jerry                    |                                                                                         |
| 2014 | While We're Young              | Leslie Breitbart         |                                                                                         |
| 2016 | The Comedian                   | Dick D'Angelo            |                                                                                         |
| 2017 | An Imperfect Murder            | Arthur                   | Último filme de sua carreira; também conhecido como The Private Life of a Modern Woman  |